# 雷吉赛姆
雷吉赛姆（法語：Réguisheim，亦作，法語發音：[ʁegisaim] ⓘ）是法国上莱茵省的一个市镇，属于坦恩-盖布维莱尔区。

## 地理
雷吉赛姆（47°53'50"N, 7°21'21"E）面积23.87 平方千米，位于法国大東部大區上莱茵省，该省份为法国东部内陆省份，是阿尔萨斯的一部分，今与下莱茵省组成了阿尔萨斯欧洲集体，其北临下莱茵省，西接孚日省，西南接贝尔福地区省，东侧沿莱茵河与德国相望，南与瑞士接壤。
与雷吉赛姆接壤的市镇（或旧市镇、城区）包括：伊尔茨费尔登、明舒斯、梅埃南、恩西赛姆、温格赛姆、梅尔克赛姆。
雷吉赛姆的时区为UTC+01:00、UTC+02:00（夏令时）。

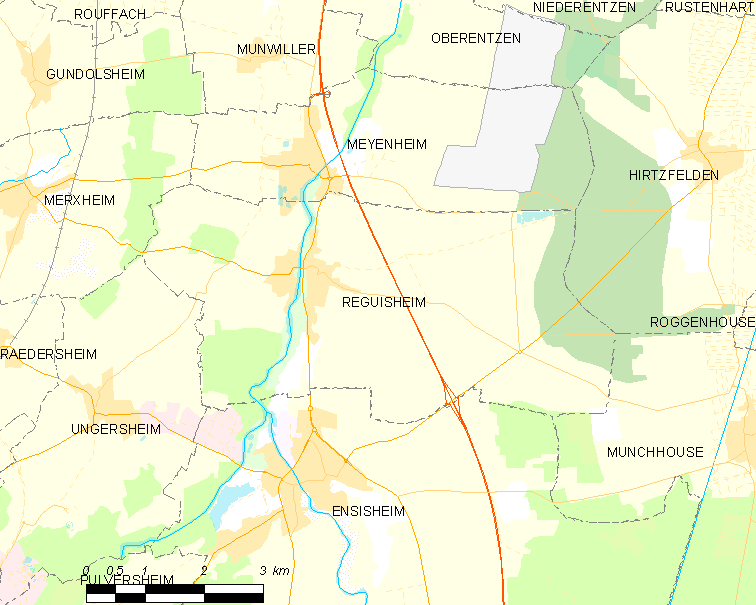
雷吉赛姆的OSM定位图

## 行政
雷吉赛姆的邮政编码为68890，INSEE市镇编码为68266。

## 政治
雷吉赛姆所属的省级选区为恩西赛姆县。

## 人口

1962-2008年间雷吉赛姆人口变化图示

雷吉赛姆于2022年1月1日时的人口数量为2036人。